# Iwan Steschenko

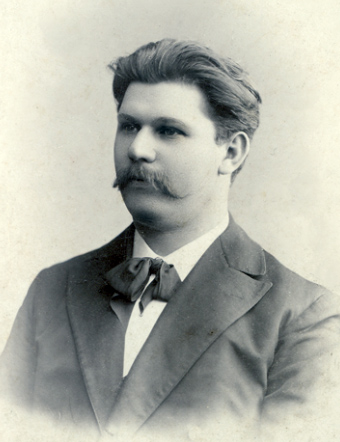
Iwan Steschenko 1890

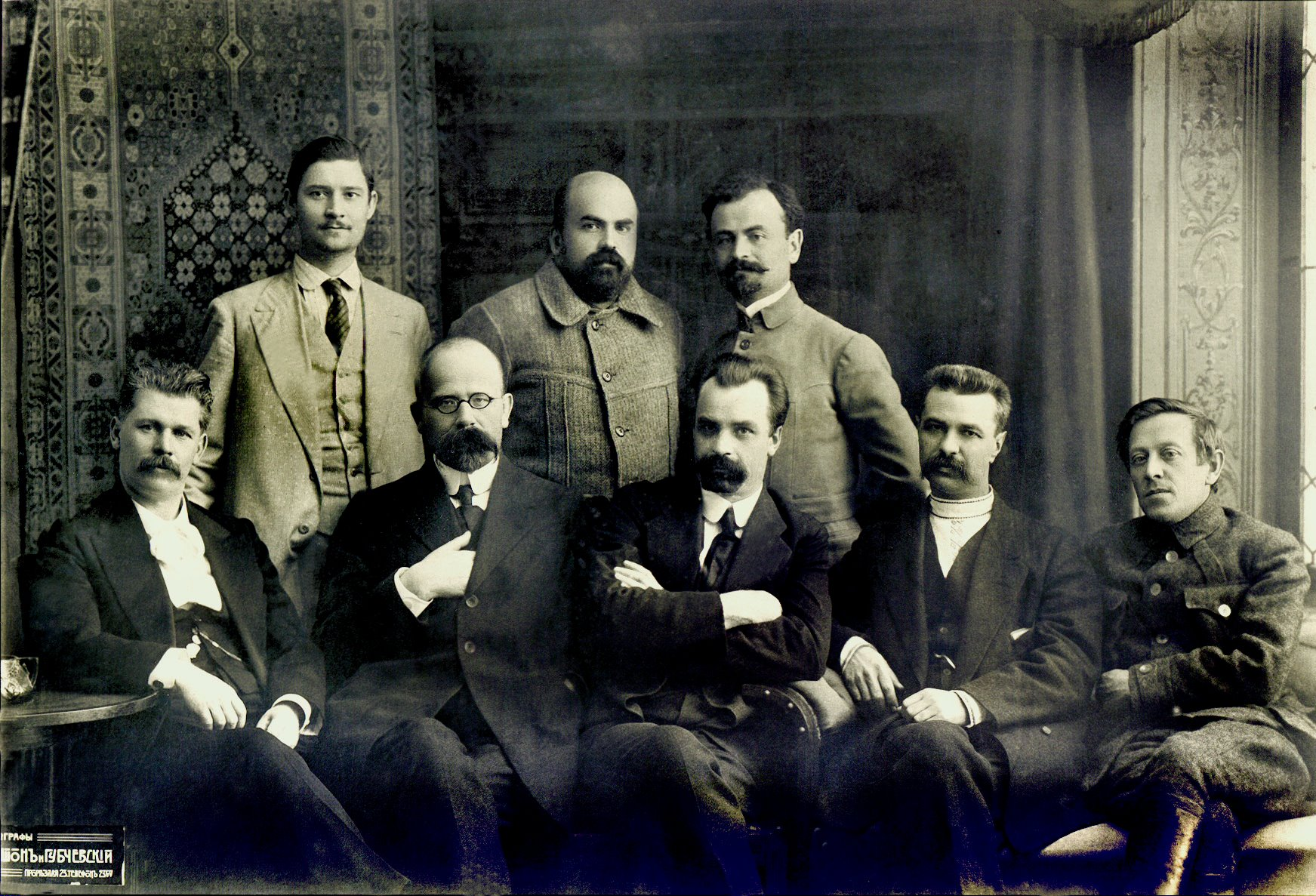
Die Mitglieder des Generalsekretariats im Juli 1917. (von links nach rechts) Stehend: P. Chrystjuk, M. Stasjuk, B. Martos. Sitzend: I. Steschenko, C. Baranowskyj, W. Wynnytschenko, S. Jefremow, S. Petljura

Iwan Matwijowytsch Steschenko (ukrainisch Іван Матвійович Стешенко; * 12. Julijul. / 24. Juli 1873greg. in Poltawa, Gouvernement Poltawa, Russisches Kaiserreich; † 30. Juli 1918 in Poltawa, Ukrainischer Staat) war ein ukrainischer Übersetzer, Schriftsteller und Politiker. 

## Leben
1873 in Poltawa geboren studierte Steschenko von 1892 bis 1896 an der historisch-philologischen Fakultät der St.-Wladimir-Universität in Kiew. Während seines Studiums veröffentlichte er erste literarische Artikel, Gedichte und Übersetzungen in Lemberger Zeitungen und war in der Hromada aktiv.
Politisiert durch die Schriften Mychajlo Drahomanows und der Freundschaft zum Hromada-Mitglied Mykola Kowalewskyj (Микола Васильович Ковалевський 1841–1897) gründete er 1896 unter anderem mit Lessja Ukrajinka den ersten ukrainischen sozialdemokratischen Kreis. Nach dem Studium arbeitete er als Lehrer am Kiewer Frauengymnasium und schrieb zahlreiche Gedichte sowie das Drama Masepa. 1897 wurde er für vier Monate inhaftiert und darauf folgend drei Jahre aus Kiew verbannt. Nach den drei Jahren, die er zu weiteren schriftstellerischen Tätigkeiten nutze, kehrte er nach Kiew zurück und nahm eine Führungsrolle in der ukrainischen Nationalbewegung ein. Zudem schrieb und veröffentlichte er weitere Werke, darunter eine Biographie zu Iwan Kotljarewskyj.
Von 1907 bis 1917 lehrte er an einigen Kiewer Schulen Literatur. 
Zwischen Juni 1917 und Januar 1918 hatte er als Generalsekretär für Bildung und Wissenschaft im Generalsekretariat der ukrainischen Zentralna Rada die Funktion eines Bildungsministers der Ukraine inne und leitete als solcher die Ukrainisierung der nationalen Lehrpläne und pädagogischen Ausbildung ein. Außerdem gründete er die Ukrainische Akademie der Künste und die Pädagogische Akademie der Ukraine.
Während eines Urlaubs in seinem Geburtsort Poltawa wurde er von Unbekannten ermordet. Steschenko wurde mit einem Staatsbegräbnis in Kiew auf dem Baikowe-Friedhof bestattet.

## Familie
Iwan Steschenko war mit der Schriftstellerin Oksana Steschenko (Окса́на Миха́йлівна Стеше́нко, 1875–1942), der Tochter des ukrainischen Kulturaktivisten und Schriftstellers Mychajlo Staryzkyj, verheiratet. Er war der Vater von Jaroslaw Steschenko und der Schauspielerin und Übersetzerin Iryna Steschenko (1898–1987).
Seine Ehefrau war Schriftstellerin, Übersetzerin und Lehrerin. Sie wurde 1941 mit ihrer Schwester verhaftet, deportiert und starb in einem sowjetischen Gulag in Kasachstan. Seine Schwägerin, die Schriftstellerin Ljudmyla Staryzka-Tschernjachiwska (1868–1941) starb während der Deportation. Ihre Tochter Weronika Tschernjachiwska (Вероні́ка Олекса́ндрівна Черняхі́вська, 1900–1938) war Dichterin und wurde 1929 und 1938 verhaftet. Am 22. September 1938 wurde sie zum Tode verurteilt und am selben Tag hingerichtet. Die drei Frauen sind Vertreterinnen der „hingerichteten Wiedergeburt“ (ukr. Розстріляне відродження).